# Janusz II.

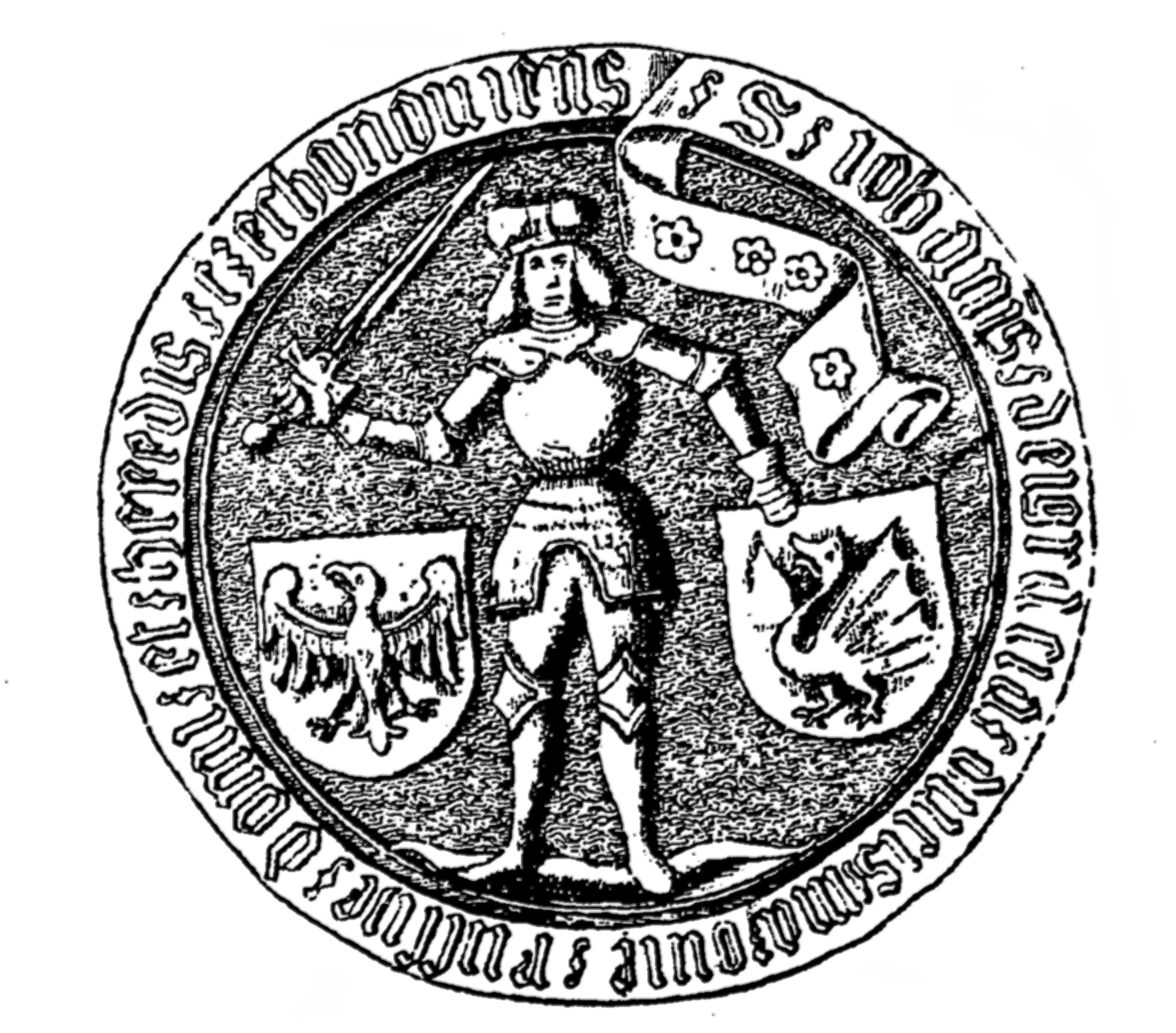
Siegel

Janusz II. (poln. Janusz II; * 1455; † am 16. Februar 1495) war ein Herzog in Masowien. Er entstammte dem Adelsgeschlecht der masowischen Piasten. Er war ab seiner Geburt zusammen mit seinen Brüdern Kazimierz III., Konrad III. und Bolesław V. Fürst von Warschau, Czersk, Nur, Łomża, Liw, Różan, Ciechanów, Wyszogród und Zakroczym. 1462 kam es zur Aufteilung unter den Brüdern und Janusz II. erhielt Ciechanów und Łomża, ab 1475 auch Płock, Płońsk, Wizna und Zawkrze. Ab 1484 erhielt er auch Błonie und Kamieńczyk sowie ab 1489 Wyszogród.

## Leben
Janusz II. war der achtälteste Sohn von Herzog Bolesław IV. († 1454) und der Kiewer Prinzessin Barbara Aleksandrówna. Er wurde nach dem Ableben seines Vaters geboren. Nach dem Tod seines Vaters wurden die Regierungsgeschäfte zunächst von seiner Mutter und dem Płocker Bischof Paweł Giżycki geführt. Ab 1462 wurde sein Bruder Konrad III. für volljährig erklärt. 1471 wurden die masowischen Fürstentümer endgültig unter den Brüdern aufgeteilt. 1475 übernahm er einige Fürstentümer seines Bruders Kazimierz III., der Bischof von Płock wurde. Auch 1484 und 1489 konnte er weitere Fürstentümer von seinen anderen Brüdern in Masowien erwerben. Im Gegenzug verzichtete er 1488 auf das Fürstentum Warschau zugunsten seines Bruders Konrad III. Außenpolitisch verbündete er sich mit dem Deutschen Orden 1472 gegen die polnische Krone, da der den Machtzuwachs der Jagiellonen fürchtete. Der Großmeister Johann von Tiefen nahm Janusz II. auch als familiaris in den Orden auf. 1476 protestierte er erfolglos gegen die Inkorporation von Sochaczew in die polnische Krone durch König Kasimir IV. Andreas. 1492 kandidierte er ebenfalls erfolglos in Krakau mit Unterstützung seiner Brüder nach dem Tod Kasimirs IV. Andreas auf den polnischen Königsthron. Er verstarb plötzlich, so dass Gerüchte um eine Vergiftung aufkamen. Seine Fürstentümer wurden nach seinem Tod trotz Protesten seitens seines Bruders Konrad III. in die polnische Krone von Johann I. inkorporiert.

## Ehe und Familie
Janusz II. heiratete nicht und hatte keine Kinder. Er wurde in der Kathedrale von Płock neben seinen Ahnen beigesetzt.